# Частная школа (фильм)
«Частная школа» (англ. Private School) — американская комедия режиссёра Ноэля Блэка.

## Сюжет
Кристина — студентка дорогой частной школы «Черривейл» для девушек. Она влюблена в Джима — студента мужской академии «Фримаунт», находящейся неподалёку. Джордан, соседка и соперница Кристины, любой ценой хочет отбить парня и завоевать его расположение. Перед молодым человеком стоит нелёгкий выбор между двумя красавицами. Друг Джима — Бубба, используя своё знакомство, собирается проникнуть в женскую обитель и добраться до её святая святых — душевой комнаты…
В фильме в небольшой роли занята Сильвия Кристель. Это практически камео-роль преподавателя секс-уроков Регины Копулетты в частной женской школе.

## В ролях
- Фиби Кейтс — Кристина Рэмси
- Мэттью Модайн — Джим Грин
- Бетси Рассел — Джордан Ли-Дженсон
- Майкл Зорек — Бабба Борегар
- Кэтлин Уилхойт — Бетси
- Рэй Уолстон — Чонси
- Фран Райан — мисс Датчбок
- Сильвия Кристель — Регина Копулетта
- Джонатан Принс — Рой
- Кари Лизер — Рита
- Ричард Сталь — мистер Флагель
- Джули Пэйн — тренер Уилан
- Фрэнк Элеттер — мистер Ли-Дженсон
- Бринк Стивенс — школьница (в титрах не указана)